# Torreyochloa natans
Torreyochloa natans là một loài thực vật có hoa trong họ Hòa thảo. Loài này được (Kom.) Church miêu tả khoa học đầu tiên năm 1949.